# Oana Ban
Oana Mihaela Ban (ur. 11 stycznia 1986, Kluż-Napoka) – rumuńska gimnastyczka. Złota medalistka olimpijska z Aten. Srebrna medalistka Drużynowych Mistrzostw Świata w Anaheim (2003) i srebrna medalistka Mistrzostw Świata w Debreczynie (2002).
Oana Ban zdobyła wraz z drużyną zdobyła złoty medal olimpijski oraz srebrny medal w belce. Ulubionym sprzętem gimnastyczki była podłoga i równoważnia. Oana Ban rozpoczęła treningi gimnastyczne w swoim rodzinnym mieście, w klubie „Viitorul”, pod okiem trenerów Rodica Câmpean i Ciupe Anton. Była jedną z najmłodszych gimnastyczek na świecie. Wystartowała w swoich pierwszych mistrzostwach w Rumunii w 1998 roku i w których wygrała. W następnym roku została reprezentantką Rumunii i rozpoczęła współpracę z trenerami Octavianem Belu i Marianą Bitang w drużynie olimpijskiej w Deva. Zdobyła pierwsze miejsce na turnieju Top Gym w Belgii w 1999 roku i brązowy medal w 2001 roku podczas Europejskich Dni Olimpijskich Młodzieży.
Urodzona w styczniu Ban nie spełniła kryteriów kwalifikacyjnych do Mistrzostw Świata w 2001, brakowało jej zaledwie jedenaście dni od minimalnego wieku. Była zmuszona czekać do 2002 roku, by móc zadebiutować w reprezentacji seniorów. Na Mistrzostwach Świata 2002 w Debreczynie zdobyła srebrny medal na równoważni i zajęła czwarte miejsce w parterze. Ban przyczyniła się do zdobycia srebrnego medalu dla rumuńskiej drużyny na Mistrzostwach Świata w 2003 roku. W tym roku z powodzeniem startowała w kilku międzynarodowych konkursach.
Punktem kulminacyjnym w karierze były Letnie Igrzyska Olimpijskie w Atenach w 2004 roku, gdzie wraz z koleżankami z drużyny Monicą Roșu, Alexandrą Eremią, Cătăliną Ponor, Danielą Sofronie i Silvią Stroescu zdobyła złoty medal w konkursie drużynowym. Ban znacznie przyczynił się do tego zwycięstwa. Zakwalifikowała się też do zawodów indywidualnych, zarówno do finału ćwiczeń wszechstronnych, jak i na podłodze. Niestety niefortunny wypadek i kontuzja kostki podczas treningu, zmusił ją do rezygnacji z dalszych występów.
Po igrzyskach olimpijskich zakończyła karierę. Została trenerem gimnastyki w swoim rodzinnym mieście Kluż-Napoka.
20 marca 2010 roku wyszła za mąż za Sorina Grigore, zmieniając nazwisko na Oana Ban-Grigore. Została Świadkiem Jehowy.